# Peter Ilku Kampfl
Peter Ilku Kampfl (Dorog, 22 de febrer de 1936 - Esztergom, 15 de setembre de 2005) fou un futbolista hongarès de les dècades de 1950 i 1960.

## Trajectòria
Jugava com a centrecampista ofensiu o com a davanter centre. Es formà al Dorogi Bányász, club amb el qual debutà a la primera divisió hongaresa. Després de la invasió soviètica d'Hongria abandonà el país i fitxà per l'Atlètic de Madrid, club on realitzà una gran primera temporada. El divendres 4 de juliol de 1958 va patir un accident amb un cotxe de lloguer al quilòmetre 18 de la carretera d'Aragó. Un cop recuperat de les lesions patides fou cedit al Rayo Vallecano, que jugava a Segona Divisió. El 1960 fitxà pel FC Barcelona, que el cedí al filial CD Comtal, també de Segona Divisió. Amb el Barça només jugà un partit amistós el 20 d'abril de 1961 enfront del conjunt brasiler Canto do Río amb victòria blaugrana per 4 a 0. El seu bon rendiment al CD Comtal va fer que el RCD Espanyol es fixés en ell i l'incorporés al seu equip la temporada següent i dues més. Durant la pretemporada, en la gira que feu el club per Estats Units i el Canadà, el dia 4 d'agost de 1961, en un partit disputat a Mont-real es lesionà greument al genoll i es perdé tota la temporada. En finalitzar la mateixa, i amb el descens del club a Segona, li van donar la carta de llibertat sense que el jugador arribés a debutar amb l'equip en partit oficial. Posteriorment jugà al CF Badalona, al Cadis CF, al Nàstic de Tarragona i al CF Ametlla de l'Ametlla del Vallès on es retirà definitivament, i on s'establí un cop retirat. Va morir a la seva Hongria natal el 15 de setembre de 2005.
Un germà seu Istvan Ilku fou futbolista internacional amb Hongria.